# Linda Dörendahl
Linda Dörendahl est une ancienne joueuse allemande de volley-ball née le 20 juillet 1984 à Berlin. Elle mesure 1,76 m et jouait au poste de libero. Elle a totalisé 49 sélections en équipe d'Allemagne. Elle a mis un terme à sa carrière de volleyeuse professionnelle en 2017.

## Clubs
| Club              | De        | À         |
| ----------------- | --------- | --------- |
| VC Olympia Berlin |           | 2001-2002 |
| 1. VC Parchim     | 2002-2003 | 2002-2003 |
| Schweriner SC     | 2003-2004 | 2008-2009 |
| 1. VC Wiesbaden   | 2009-2010 | 2009-2010 |
| USC Münster       | 2010-2011 | 2016-2017 |

## Palmarès

### Clubs
- Championnat d'Allemagne
  - Vainqueur : 2006, 2009.
  - Finaliste : 2007, 2010.
- Coupe d'Allemagne
  - Vainqueur :  2006, 2007.

### Distinctions individuelles
- Top Teams Cup 2006-2007: Meilleure réceptionneuse.